# Michael Dorn
Michael Dorn (Luling, Teksas, 9. prosinca, 1952.) je američki glumac poznat po svojoj ulozi Klingonca Worfa u brojnim Star Trek epizodama u serijama i filmovima.

## Vanjske poveznice
- Michael Dorn u internetskoj bazi filmova IMDb-u (engl.)
- Michael Dorn na Notable Names Databaseu (engl.)